# Rose scarlatte
Rose scarlatte è un film del 1940, diretto da Giuseppe Amato e Vittorio De Sica, quest'ultimo al debutto come regista.
Il film è stato tratto dalla commedia "Due dozzine di rose scarlatte" di Aldo De Benedetti.

## Trama
Marito e moglie entrano in crisi: Maria sta per andare a sciare ed è pronta ai preparativi, Alberto consapevole del fatto che la moglie verrà a mancare per una settimana, gioca a fare il Don Giovanni in sua assenza, così trova subito l'occasione giusta quando chiama a casa Verani una contessa che chiede una dozzina di rose scarlatte. Il gioco è fatto. Per poter conquistare la contessa, Alberto scrive una lettera con parole dolci firmandosi "misterioso". Le rose vengono portate a casa dall'avvocato-servo Savelli che assieme ad Alberto allegano la lettera inserendola all'interno delle rose. I due vanno via e le rose vengono notate da Maria Verani che chiede alla cameriera chi le abbia portate. Nessuno sa niente così Maria nota la lettera d'amore e se ne impossessa allontanandosi col mazzo di rose verso la propria camera. Alberto scoprendo che le rose non ci sono più poco dopo si accorge che la moglie le ha prese. Nasce l'equivoco, ma lui non vuole dirle niente per vedere il suo comportamento. Lei invaghendosi di questo "misterioso" che le manda lettere d'amore (scritte da Alberto), partecipa ad una festa e lì riceve un'altra rosa e un'altra lettera. Impaziente di conoscere chi sia "misterioso", finalmente ha un appuntamento. Alberto indispettito dalla moglie e furioso per il suo comportamento manda Savelli sotto l'arco di Trionfo, luogo dove Maria si incontrerà con "misterioso". L'appuntamento non avverrà mai. Prima che Maria vada all'appuntamento Alberto la blocca svelandole l'incontro fra lei e un terzo uomo, che in realtà non esiste.
Maria persa d'amore dice ad Alberto di non amarlo più e che la loro storia è finita, così Alberto fa le valigie pronto a lasciare casa. Maria pensa a ciò che sta succedendo e non va più all'appuntamento, il tutto mentre Alberto partecipa ad un funerale. Maria confidandosi con l'amica Clara pensa che Alberto sia andato a duellare con questo "misterioso" così al ritorno di Alberto, chiede notizie a Savelli che delude le sue aspettative, dicendo a Maria che c'è stato un funerale e non un duello. A duello non svolto, ad Alberto non resta che andarsene, ma Maria ancora non sa chi sia questo "misterioso". Alberto sta per salire sul treno quando Maria implora Savelli a dire chi sia questo "misterioso". Savelli confessa di essere lui "misterioso" e Maria stupefatta per ciò che stava facendo corre subito alla stazione confessando tutto ad Alberto. Nel finale i due ritornano insieme partendo per Venezia, ritrovando la serenità perduta.

## Produzione
Prodotto da Angelo Rizzoli per la ERA Film, il film fu girato negli studi di Cinecittà.

## Colonna sonora
Nel film è presente la canzone Rose rose di Alfredo Bracchi e Franco Ansaldo, cantata da Carlastella